# Децим Велий Фид
Де́цим Ве́лий Фид (лат. Decimus Velius Fides; умер после 155 года) — римский государственный и политический деятель, консул-суффект 144 года.

## Биография
По всей видимости, Фид был потомком италийских переселенцев осканского происхождения, переселившихся в сирийский город Берит. В правление Домициана, предположительно, его предки перешли в сословие всадников. В 144 году Фид занимал должность консула-суффекта вместе с Марком Кальпурнием Лонгом. Кроме того, он находился на посту легата-пропретора провинции Сирия Палестинская со 149 по, ориентировочно, 152/153 год. В 155 году Фид упомянут в составе коллегии понтификов, куда был кооптирован, вероятно, в 140-х годах.